# Salgueiro (Pernambuco)
Salgueiro is een gemeente in de Braziliaanse deelstaat Pernambuco. De gemeente telt 55.435 inwoners (schatting 2009).

## Geboren
- Aderlan Santos (1989), voetballer